# Мясникян (село)
Мясникян — село в Армавирской области Армении .

## География
Село расположено в 11 км к северо-западу от областного центра, на высоте 910 м над уровнем моря.

## История
В 1984 году указом ПВС Армянской ССР посёлок совхоза имени Мясникяна и железнодорожной станции Аракс были объединены в один населённый пункт село Мясникян.

## Население
Изначально посёлок был основан переселенцами из районов Ахуряна и Артика, а также репатриантами из Ирана, Ливана и Сирии.
изменение численности населения.
| Год:      | 1959 | 1970 | 1979 | 2001 | 2004 |
| Resident: | 1364 | 2848 | 3219 | 3798 | 4350 |

## Экономика
Население занимается виноградарством, плодоводством и скотоводством.